# Fischbach (Kocher)
Der Fischbach ist ein über 3 km langer Bach im Landkreis Heilbronn im nördlichen Baden-Württemberg, der zwischen dem Dorf Sindringen der Kleinstadt Forchtenberg und dem Dorf Ohrnberg der Stadt Öhringen im Hohenlohekreis von rechts und Nordwesten in den EVS-Kanal nach Ohrnberg neben dem unteren Kocher mündet.

## Geographie

### Verlauf
Der Fischbach entsteht im östlichen Harthäuser Wald im Gewann Brunnenwiese der Gemeinde Hardthausen am Kocher des Landkreises Heilbronn, einige hundert Meter südlich der Wasserscheide im Gewann Straßenschlägle zum Jagst-Einzugsgebiet. Auf bis zu 286 m ü. NHN liegen einige Sickerquellen, deren vereinte Abfluss talwärts nach Süden läuft und schon nach wenigen hundert Metern in einer Doline verschwindet. Danach gibt es im Tal zunächst keinen regelmäßigen Abfluss. Etwas weiter läuft bei einer Forstblockhütte an einem Waldweggabel von Westen ein weiteres Trockental vom Gewann Kammerstatt her zu, in dessen oberen Teil ein kurzer Bach aus einem Quellsumpf abläuft und dann bald mehr und mehr versickert.
An der Forsthütte knickt der Talverlauf nach Südosten ab. Auf etwas mehr als einem halben Kilometer gibt es weiterhin nur periodischen Abfluss, bis auf etwa 254 m ü. NHN von Nordosten her ein Waldbach, der am Unterlauf beständiger Wasser führt, aus dem Gewann Schlauch zufließt. Der Fischbach wendet sich dort nach Süden und die linke Randhöhe öffnet sich zu einer beackerten Hochfläche, auf der unweit des Tals der „Kleine“ Buchhof hart an der Grenze des Stadtgebietes von Öhringen im benachbarten Hohenlohekreis steht, dessen Felder um den südlicher darauf gelegenen „Großen“ Buchhof liegen. Die Stadt- und Kreisgrenze folgt nun zunächst nahe dem Bach, der bald von der L 2015/2038 von Lampoldshausen im Südosten her gequert wird; die Kreisstraße steigt von dort durch das Trocken-Untertal eines weiteren längeren rechten „Zuflusses“ zum Fischbach ab.
Der nun im Muschelkalk fließende Bach und sein bewaldetes Tal zwischen dem rechtsseits weiterhin bis zur Mündung begleitenden Waldhöhen und der linksseits landwirtschaftlich genutzten Hochebene linksseits schlagen nun eine Doppelschlinge, an deren Ende südwestlich des Großen Buchhofes sie ganz aufs Öhringer Gebiet wechseln und zunächst südostwärts laufen, auf dem letzten knappen Kilometer sich dann aber mehr und mehr auf Ostlauf wenden. Auf diesem Abschnitt gibt es noch einige kurze und schwache Zuflüsse aus Klingen vor allem von der rechten Seite. Schließlich mündet der Fischbach auf etwa 183 m ü. NHN von rechts in den EVS-Kanal neben dem unteren Kocher, etwa in der Mitte zwischen den Kochertalorten Forchtenberg-Sindringen und Öhringen-Ohrnberg und knapp einen Kilometer oberhalb des Stelle, wo der Durchfluss des Kanals in einem Stollen zu einem Wasserkraftwerk bei Ohrnberg eingeleitet wird.
Der Fischbach mündet nach 3,3 km langem Lauf mit mittleren Sohlgefälle von etwa 32 ‰ rund 103 Höhenmeter unterhalb seiner obersten Sickerquelle in der Brunnenwiese. Sein durchweg im Wald liegendes, einsames Tal ist am Unterlauf steil eingetieft. Die nahe beim Kleinen Buchhof querende L 2015/2038 ist die einzige öffentliche Fahrstraße darin, doch begleiten mehr oder weniger ausgebaute Forstwege den Bach auf dem größten Teil seines Laufes.

### Einzugsgebiet
Der Fischbach hat ein 5,6 km² großes Einzugsgebiet im Naturraum der Kocher-Jagst-Ebenen. Überwiegend liegt es im Unterraum Hardthäuser Wald der Westlichen Kocher-Jagst-Ebenen und mit einem nur kleinen Mündungsdreieck im Unterraum Unteres Kochertal des Kochertals. Die beiden höchsten Punkte, beidesmal wenig über 330 m ü. NHN, liegen ganz im Nordwesten auf einem kleinen Waldhügelrücken im Waldteil Hohe Buche sowie am Westrand auf einer kleinen Waldkuppe im Breitfeld.
Über 90 % des Einzugsgebietes liegen im ausgedehnten Waldgebiet des Harthäuser Waldes, der übrige, offene Flächenanteil ist vollständig von Äckern bedeckt und liegt fast zur Gänze um die beiden Buchhöfe auf der linken Randhöhe des Tals unterhalb der Bachquerung der L 1050.
Reihum grenzen die Einzugsgebiete der folgenden Nachbargewässer an:
- Im Norden entwässert die kurze Zwieklinge zur unteren Jagst, während die folgenden alle wie der Fischbach selbst den unteren Kocher speisen;
- das Gebiet östlich entwässert über eine kurze Waldklinge am Schwarzenberg wenig oberhalb des Fischbachs in den EVS-Kanal;
- im Süden läuft eine noch kurze Waldklinge nunmehr unterhalb des Fischbachs aus Richtung von Ruckhardtshausen in den EVS-Kanal;
- im Südwesten zieht der Lehlesbach noch weiter abwärts in den Kocher selbst;
- jenseits der westlichen Wasserscheide fließen einige Nebenbäche zum Steinbach, der in Kochersteinsfeld in den Kocher einfließt;
- im Nordwesten grenzt das Quellgebiet des Buchsbachs an, der diesen erst kurz vor Gochsen verstärkt.

Fast drei Viertel des Einzugsgebietes liegen in der Gemeindegemarkung von Hardthausen am Kocher, rund ein Viertel um den Unterlauf in der Stadtteilgemarkung Ohrnberg von Öhringen und nur ein kleiner Randzwickel im Osten in der Stadtteilgemarkung Sindringen von Forchtenberg. Die einzigen zwei Orte darin sind der „Kleine“ Buchhof von Hardthausen-Kochersteinsfeld am Nordrand der Ohrnberger Gebietsanteils, dessen „Großer“ Buchhof etwas südlich davon überwiegend östlich der Wasserscheide liegt.

### Täler, Zuflüsse und Seen
Hierarchische Liste der Zuflüsse und  Seen von der Quelle zur Mündung. Gewässerlänge, Seefläche, Einzugsgebiet und Höhe nach den entsprechenden Layern auf der Onlinekarte der LUBW. Andere Quellen für die Angaben sind vermerkt. Auswahl.
Ursprung des Fischbachs auf etwa 286 m ü. NHN im Gewann Brunnenwiese. Der Abfluss weniger Sickerquellen fließt nach Süden und verschwindet nach etwa 300 Metern in einer Doline, danach zunächst nur periodischer Abfluss.
- (Anderes Quellast-Waldtal), von rechts und Westen auf etwa 268 m ü. NHN an einer Weggabel mit einer Waldhütte wenig südlich der Brunnenwiese, ca. 0,8 km[LUBW 6] ab der Quelle und ca. 1,2 km². Entsteht auf etwas unter 290 m ü. NHN im Kammerforst und versickert nach etwa 150 Metern.
- (Bach im Waldgewann Schlauch), von links und Nordosten auf etwa 254 m ü. NHN etwa 300 Meter westnordwestlich des (Hardthausener oder auch Kleinen) Buchhofes, über 0,7 km[LUBW 7] und ca. 0,5 km². Entsteht in drei oft trockenliegenden Quellzweigen auf bis zu 292 m ü. NHN im und am Gewann Herrschaft Schlauch.
- (Bach am Kleinen Buchhof vorbei), von links und Nordosten auf etwa 250 m ü. NHN westlich des Kleinen Buchhofs, ca. 0,5 km[LUBW 6] und unter 0,2 XX km². Entsteht auf etwa 284 m ü. NHN am Flurrand des Gewanns Herrschaft Schlauch. Nur episodischer Durchfluss.
- (Tal im Waldgewann Fischbach), von rechts und Nordwesten auf etwa 230 m ü. NHN nahe der Fischbachtalquerung der L 2015, ca. 0,3 km[LUBW 6] ab der Quelle und unter 0,2 km². Sickerquelle auf etwa 254 m ü. NHN, der Abfluss verschwindet bald und noch vor der Talmündung in einer Doline.
- (Tal vom Waldgewann Schönbrunnen), von rechts und Nordwesten auf wenig unter 250 m ü. NHN wenig nach dem vorigen, ca. 1,1 km[LUBW 6] ab den zwei Quellen und ca. 0,7 km². Zwei Fließquellen entspringen auf etwa 285 m ü. NHN, der Abflussgraben des letzten Teichs im Lauf scheint bald und weit vor der Talmündung zu enden.
  -  Durchfließt auf etwa 283 m ü. NHN einen Waldteich, unter 0,1 ha.[LUBW 8]
  -  Durchfließt auf etwa 281 m ü. NHN einen Waldteich, unter 0,2 ha.
  -  Durchfließt auf etwa 274 m ü. NHN einen Teich in einer Wiesenlichtung, etwas über 0,2 ha.
- (Waldbach aus dem Kreuzholz), von rechts und Westen auf etwa 230 m ü. NHN gegenüber dem alten Steinbruch, über 0,4 km[LUBW 7] und über 0,2 km². Entsteht auf etwa 264 m ü. NHN innerhalb der Talserpentine eines Waldweges.
- (Waldbach), von rechts und Südwesten auf etwa 195 m ü. NHN weniger als einen halben Kilometer vor der Fischbach-Mündung, ca. 0,4 km[LUBW 7] und ca. 0,2 km². Entsteht auf etwa 264 m ü. NHN zwischen Brenntenwald und Erlenhau.

Mündung des Fischbachs von zuletzt Westen her auf etwa 183 m ü. NHN weniger als einen Kilometer vor dessen Stolleneintritt in den EVS-Kanal nach Ohrnberg neben dem unteren Kocher. Der Fischbach ist ab den Sickerquellen in der Brunnenwiese und einschließlich der gewöhnlich wasserlosen Abschnitte 3,3 km lang und hat ein 5,6 km² großes Einzugsgebiet.

## Geologie
Auf dem größten Teil des Einzugsgebietes liegt im Untergrund der Lettenkeuper (Erfurt-Formation), der überwiegend und vor allem im Nordwesten von Lösssediment aus dem Quartär überlagert ist. Das Tal schneidet sich ab etwa der Breite des „Kleinen“ Hardthausener Buchhofs in den Unteren Muschelkalk, in dem der Bach auch mündet; in diesem Bereich sind die Hänge von Schutt überlagert.
Westlich des „Großen“ Öhringer Buchhofes steht am linken Talhang die etwa fünf Meter hohe Felswand eines aufgelassenen Steinbruchs im Muschelkalk.
In west-östlicher bis nordwestlich-südöstlicher Richtung durchzieht ein Bündel kurzer Störungen das Einzugsgebiet; am Mittellauf quert der Bach deshalb einen geologischen Horst.
Im Gebiet gibt es etliche Dolinen, wie für die Region typisch meist im Ausstrich des Lettenkeupers über dem Muschelkalk. Im Trockental vom Kammerforst her liegen davon einige in einer längeren Reihe am Forststräßchen Dolinenweg. Diese Erdfälle, ebenso wie Schlucklöcher und langsame Versickerungen von Bachanfängen sowie die im Allgemeinen nur periodische Wasserführung oberer Läufe zeigen die Verkarstung des unterliegenden Muschelkalks an.

## Natur und Schutzgebiete
Die Oberläufe und Zuflüsse des Baches sind alle höchstens anderthalb Meter breit, am Unterlauf erreicht das steinige Bett des Fischbachs dann eine Breite von bis zu drei Metern, in dem dort viel Geröll liegt. Der Bach ist meist unverbaut und am Unterlauf meist von Schwarzerlen und Eschen begleitet. Vereinzelt gibt es Kalksinterablagerungen an kleinen Quellen am Hangfuß.
Seine letzten etwa 350 Meter fließt der Fischbach im Naturschutzgebiet Vogelhalde Sindringen-Ohrnberg.

## Geschichte
Auf der nördlichen Wasserscheide verläuft die Trasse der Hohen Straße zwischen Kocher und Jagst, eines schon vorgeschichtlichen Höhenweges zwischen den beiden Flüssen, nach dem wohl das dortige Gewann Straßenschlägle benannt ist. Heute laufen auf der Wasserscheide nur Waldwege.

### LUBW
Amtliche Online-Gewässerkarte mit passendem Ausschnitt und den hier benutzten Layern: Lauf und Einzugsgebiet des Fischbachs

Allgemeiner Einstieg ohne Voreinstellungen und Layer: Daten- und Kartendienst der Landesanstalt für Umwelt Baden-Württemberg (LUBW) (Hinweise)
1. 1 2 3 4  Höhe nach dem Höhenlinienbild auf dem Hintergrundlayer Topographische Karte.
2. 1 2  Länge nach dem Layer Gewässernetz (AWGN).
3. 1 2  Einzugsgebiet nach dem Layer Basiseinzugsgebiet (AWGN).
4. ↑  Seefläche nach dem Layer Stehende Gewässer.
5. ↑  Einzugsgebiet abgemessen auf dem Hintergrundlayer Topographische Karte.
6. 1 2 3 4  Länge abgemessen auf dem Hintergrundlayer Topographische Karte.
7. 1 2 3  Länge abgemessen auf dem Hintergrundlayer Geschützte Biotope.
8. ↑  Seefläche abgemessen auf dem Hintergrundlayer Topographische Karte.
9. ↑  Aufgelassener Steinbruch nach dem Layer Geschützte Biotope.
10. ↑  Dolinen und Bachschwinden nach dem Layer Geschützte Biotope.
11. ↑  Schutzgebiete nach den einschlägigen Layern, Natur teilweise nach dem Layer Geschützte Biotope.

### Andere Belege
1. ↑  Wolf-Dieter Sick: Geographische Landesaufnahme: Die naturräumlichen Einheiten auf Blatt 162 Rothenburg o. d. Tauber. Bundesanstalt für Landeskunde, Bad Godesberg 1962. → Online-Karte (PDF; 4,7 MB)
2. ↑  Geologie nach den Layern zu Geologische Karte 1:50.000 auf: Mapserver des Landesamtes für Geologie, Rohstoffe und Bergbau (LGRB) (Hinweise)